# Emperial Live Ceremony
Emperial Live Ceremony este primul album live al formației Emperor. Concertul a avut loc în clubul LA2 din Londra, Regatul Unit în data de 14 aprilie 1999. Versiunea originală a fost limitată la 10.000 de copii.
Albumul a fost lansat concomitent cu Emperial Live Ceremony, versiunea video (pe VHS) a concertului mai sus menționat. În 2001 și apoi în 2004 a fost relansat pe DVD, fiecare variantă având o copertă nouă.

## Lista pieselor
- Piesele 1, 4 și 6 sunt de pe IX Equilibrium
- Piesele 2, 5 și 9 sunt de pe Anthems to the Welkin at Dusk
- Piesele 3 și 8 sunt de pe In the Nightside Eclipse
- Piesa 7 e de pe Emperor

1. "Curse You All Men!" - 05:43
2. "Thus Spake The Nightspirit" - 04:25
3. "I Am The Black Wizards" - 05:34
4. "An Elegy Of Icaros" - 06:11
5. "With Strength I Burn" - 07:48
6. "Sworn" - 04:31
7. "Night Of The Graveless Souls" - 03:10
8. "Inno A Satana" - 05:07
9. "Ye Entrancemperium" - 06:09

## Personal
- Ihsahn - vocal, chitară
- Samoth - chitară
- Trym Torson - baterie